# 桜ケ岡公園
桜ケ岡公園（さくらがおかこうえん）は宮城県仙台市青葉区の町丁。郵便番号は980-0823。住民基本台帳に基づく人口は335人、世帯数は237世帯（2025年4月1日現在）。丁目の設定のない単独町名であり、全域で住居表示を実施している。旧仙台市桜ケ岡公園。

## 地理

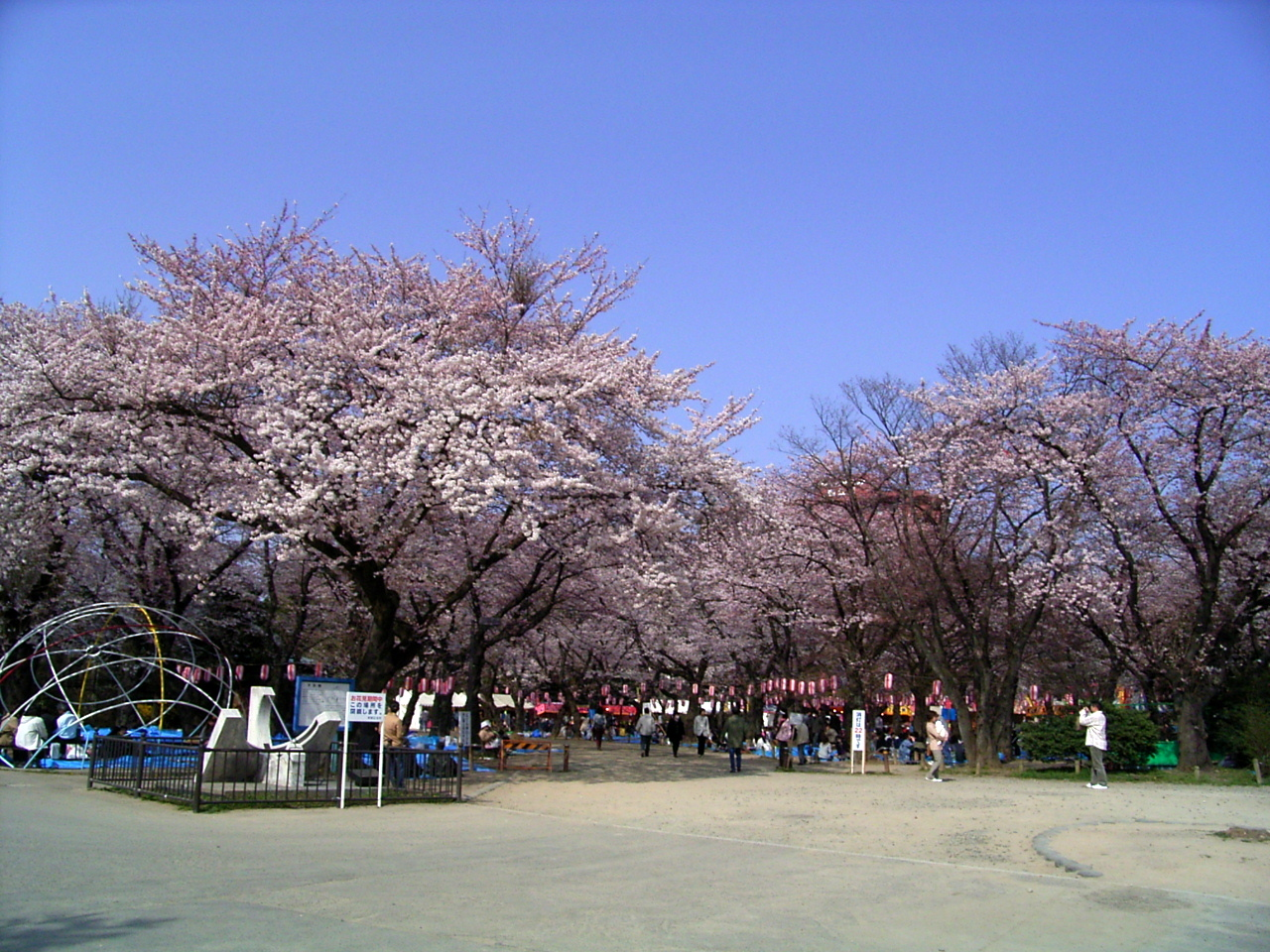
西公園（2005年）

仙台駅から西へ約1.7キロメートルの仙台市中心部に位置し、東側は春日町・立町・大町と、西側は広瀬川を挟み川内中ノ瀬町・川内川前丁と、南側は大手町と、北側は支倉町と接する。
北側の一部（仙台桜ヶ岡団地および仙台市民会館）を除く大部分は都市計画公園である西公園の範囲内であり、都市計画法上の用途地域では北側の一部が商業地域に、西公園が第二種住居地域に指定されている。また、北側の一部は準防火地域に指定されており、仙塩広域都市計画の地区計画では定禅寺通地区の一部にあたる。
広瀬川によって形成された河岸段丘の中町段丘・下町段丘上に位置し、西側は比高差が10メートル以上の段丘崖となっている。
- 河川：広瀬川

## 歴史

### 近世まで
1601年（慶長6年）から伊達政宗によって仙台城の築城が開始し、以降の桜ケ岡公園地内は武家屋敷が建ち並ぶようになった。1645年（正保2年）から1646年（正保3年）頃に製作されたとされる「奥州仙台城絵図」では侍屋敷として表記されており、1664年（寛文4年）の「仙台城下絵図」では西側の大きな2区画の北側に伊達安房殿（亘理伊達家）が、南側に片倉小十郎（片倉氏）が屋敷を構え、東側には短冊形に分割された小規模な7区画の屋敷地が描かれている。また、これ以降の絵図には南側の下町段丘側に御小人（武家奉公人）の居住地や御作事方會所等の藩の施設が置かれており、武家屋敷が建ち並ぶ中町段丘側との土地利用には違いがあったことが判明している。
1677年（延宝5年）には片倉小十郎の屋敷が川内へ移転し、津田民部が後に入った。1691年（元禄4年）から1692年（元禄5年）頃に製作された「仙台城下五釐卦絵図」では、東側の小規模な屋敷地の区画は6区画に減少したほか、伊達安芸殿（涌谷伊達家）、石母田大膳（石母田氏）などの屋敷が確認できる。
宝暦・明和年間（1751年から1772年）に製作された「仙台城下絵図」では津田民部の屋敷が古内要人の屋敷となり、東側の小規模な屋敷地の区画は5区画へと減少した。その後は屋敷地の再編が行われ、1856年（安政3年）から1859年（安政6年）頃に製作された「安政補正改革仙府絵図」では東側の小規模な区画が消滅し、伊達藤五郎・古内左近介・大内縫殿の大きな3区画へと再編されている。

### 近代

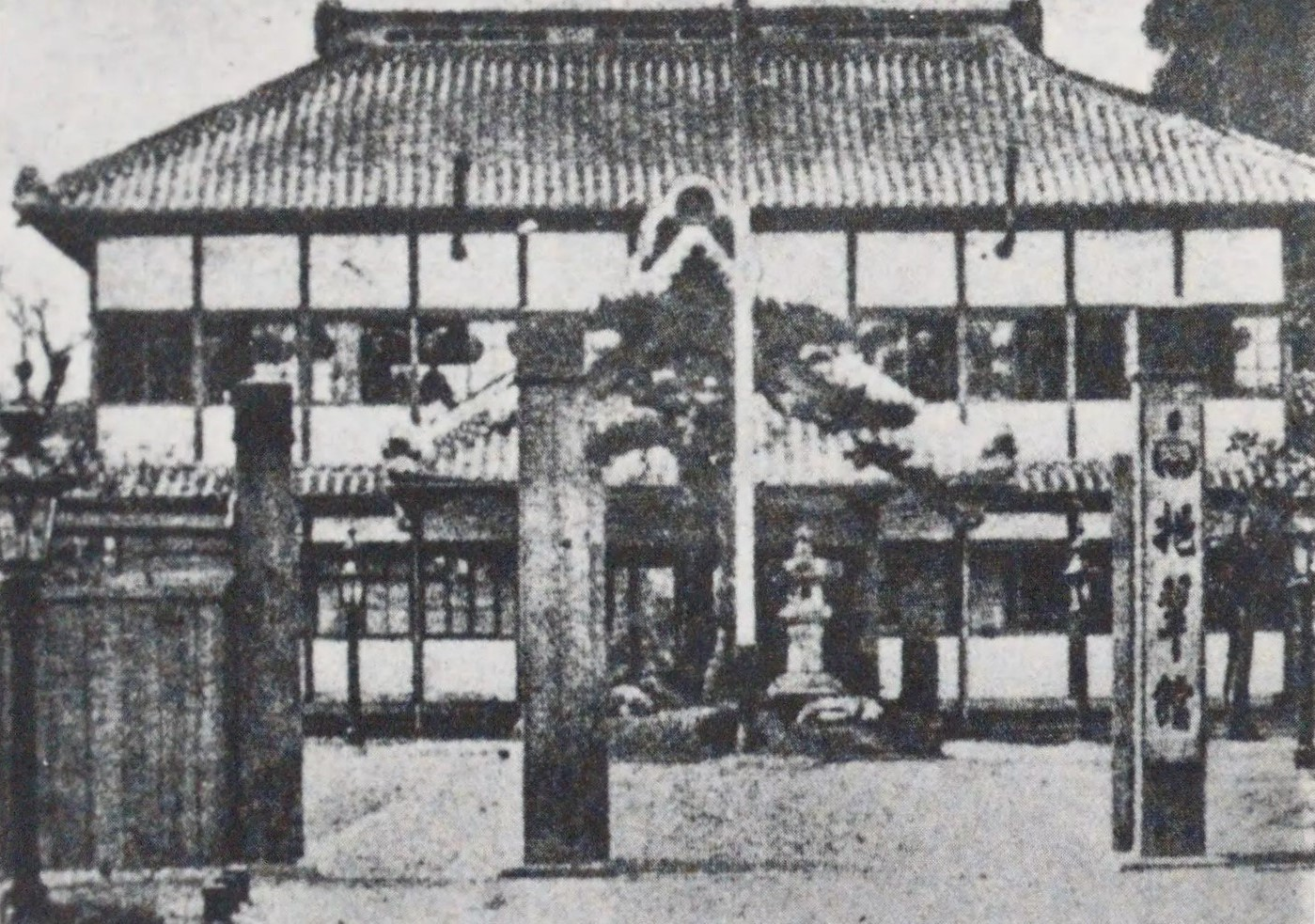
挹翠館（明治時代）

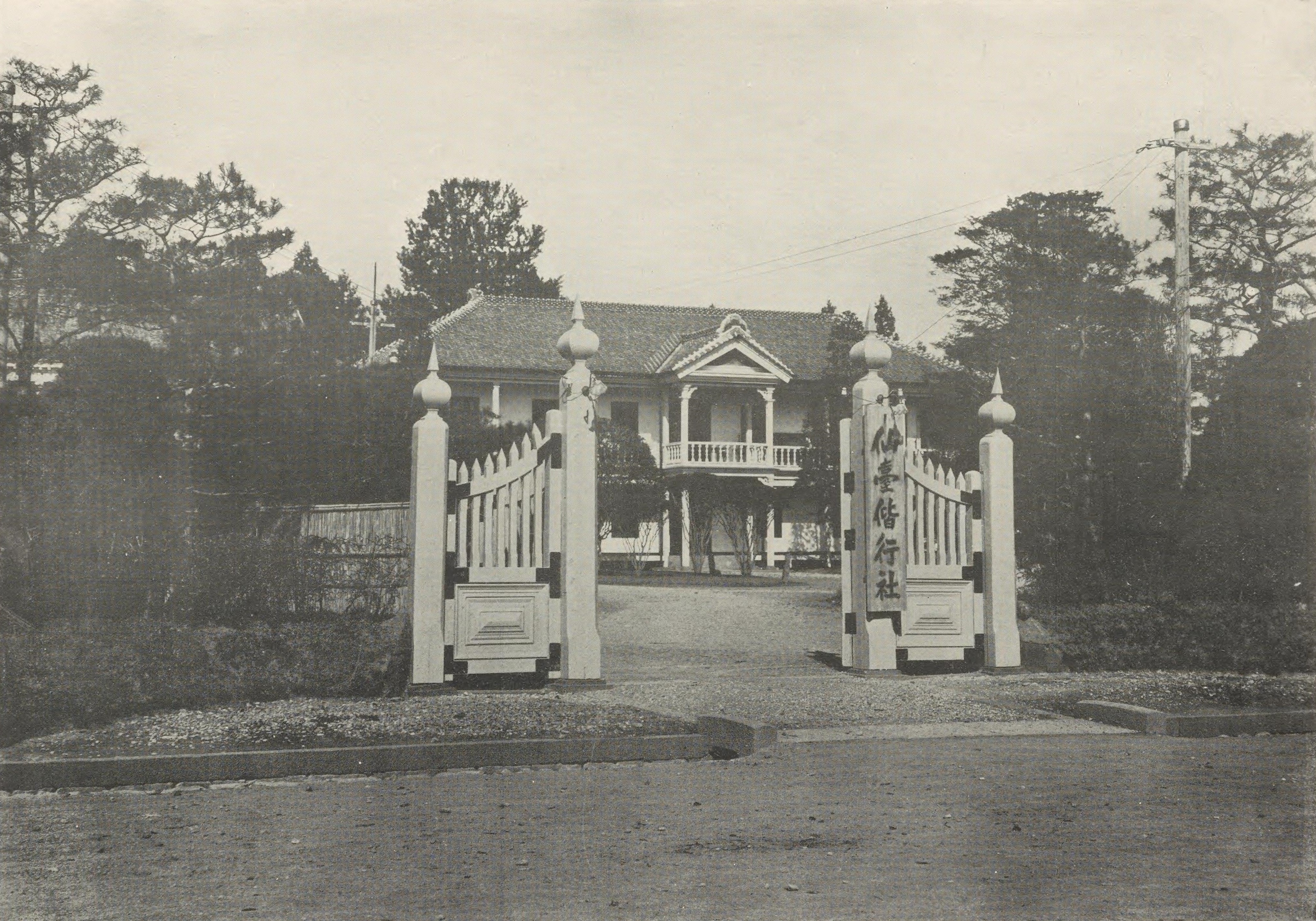
仙台偕行社（1908年）

1873年（明治6年）、太政官布告第16号により公園制度が始まると、宮城県は藩政時代の伊達安房・古内左近介・大内縫殿の屋敷5,447坪を収用し公園整備を開始した。まず、宮城郡荒巻村の伊勢堂山（現在の青葉区千代田町）に鎮座していた荒巻神明社を大町の豪商だった佐藤助五郎等の協力のもと遷宮し、1875年（明治8年）に県社に列せられると同時に「櫻岡大神宮」へ名称を変更した。同年には宮城県によって「桜ケ岡公園」として公園が開設され、当初は公園が元柳町にあったことから「元柳町公園」とも呼ばれていた。
1876年（明治9年）4月15日からは宮城県博覧会が桜ケ岡公園で開催され、同年6月には明治天皇が巡幸に訪れた。これ以降、桜ケ岡公園は勧業博覧会（1880年）や米豆共進会（1881年）、四県連合共進会（1883年）など博覧会や展覧会の会場として用いらることとなった。
1886年（明治19年）、桜ケ岡公園内で最も眺望の良かった場所に和洋料理店「挹翠館」が開業した。この料理店は宮城県や仙台市の幹部のほか、陸軍第二師団の軍人たちの集会所として利用された。また、同年8月には日本軍の将校の集会場として仙台偕行社が設置され、天皇や皇族が仙台を訪問した際の宿泊や休憩にも利用された。なお、挹翠館は1909年（明治42年）に東宮（後の大正天皇）の来仙を記念して仙台市に買収され、仙台市公会堂となった。
1891年（明治24年）1月19日、立町にあった立町高等尋常小学校が火事により全焼し、これに伴い新校舎が元柳町（現在の桜ケ岡公園地内）に建設されることになった。新校舎は1893年（明治26年）6月から建設が開始され、翌年2月16日には校舎が竣工し、4月8日には落成式が執り行われた。
1902年（明治35年）3月、公園拡張のため仙台市は用地買収に着手し、約3万5,000円の金額を費やして用地取得や整地、家屋の立ち退き、植樹などを行った。同年には仙台市の東部に榴岡公園が開設されたため、この頃から仙台市民の間では榴岡公園に対し西側に位置する桜ケ岡公園を「西公園」と呼ぶようになり、徐々に通称名が浸透していった。

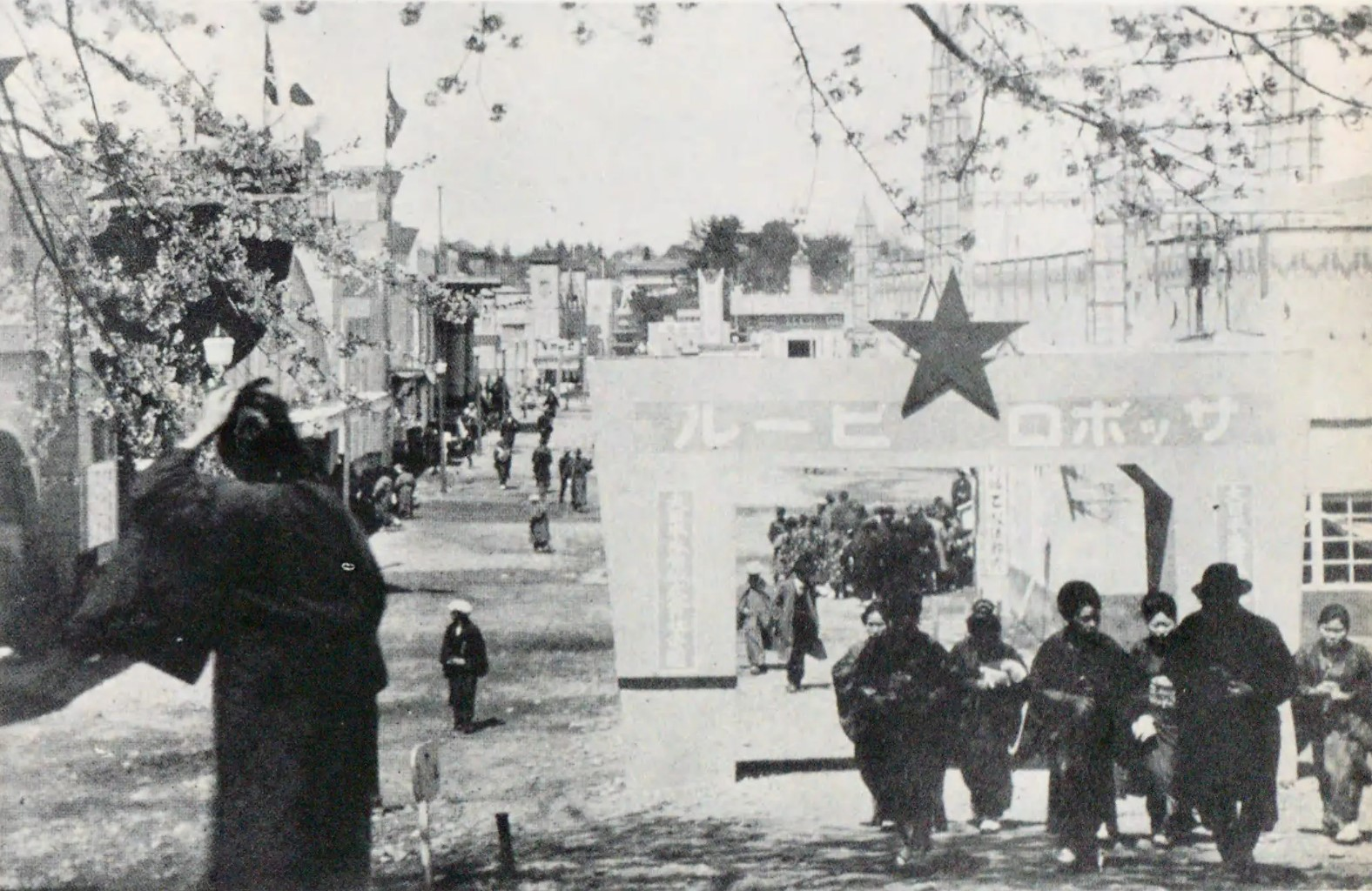
東北産業博覧会（1928年）

1928年（昭和3年）4月15日からは仙台商工会議所が主催となり、6月3日までの50日間に渡って東北産業博覧会が開催された。現在の桜ケ岡公園地内には広瀬川を跨ぐ空中ケーブルやウォーターシュートなどが設けられ、延べ約50万人が博覧会を訪れた。この時朝鮮総督府によって建設された朝鮮館の建物は博覧会後に仙台市へ寄付され、市はこれを記念館として仙台の名産紹介や喫茶所に使用した。
第二次世界大戦末期の1945年（昭和20年）7月10日未明、アメリカ軍のB29爆撃機123機が仙台市中心部を爆撃し（仙台空襲）、これにより現在の桜ケ岡公園地内は焦土と化し、多くの死者が発生した。地内には防空壕があったものの、壕に入ろうとして西側の崖から転落した市民の遺体が広瀬川に浮いていたほか、焼夷弾の炎に追われて崖から飛び降りた人も存在した。空襲では仙台市公会堂や仙台偕行社、仙台市立仙台中学校、常盤木学園高等女学校、仙台市立町国民学校など地内に存在した施設の大多数が消失したものの、櫻岡大神宮および東北産業博覧会の際に建設された朝鮮館は被災を免れた。施設の焼失後は集団公営住宅地として利用され、公園としての機能は仙台市が復興計画に基づき公園を再整備するまで失われていた。

### 現代

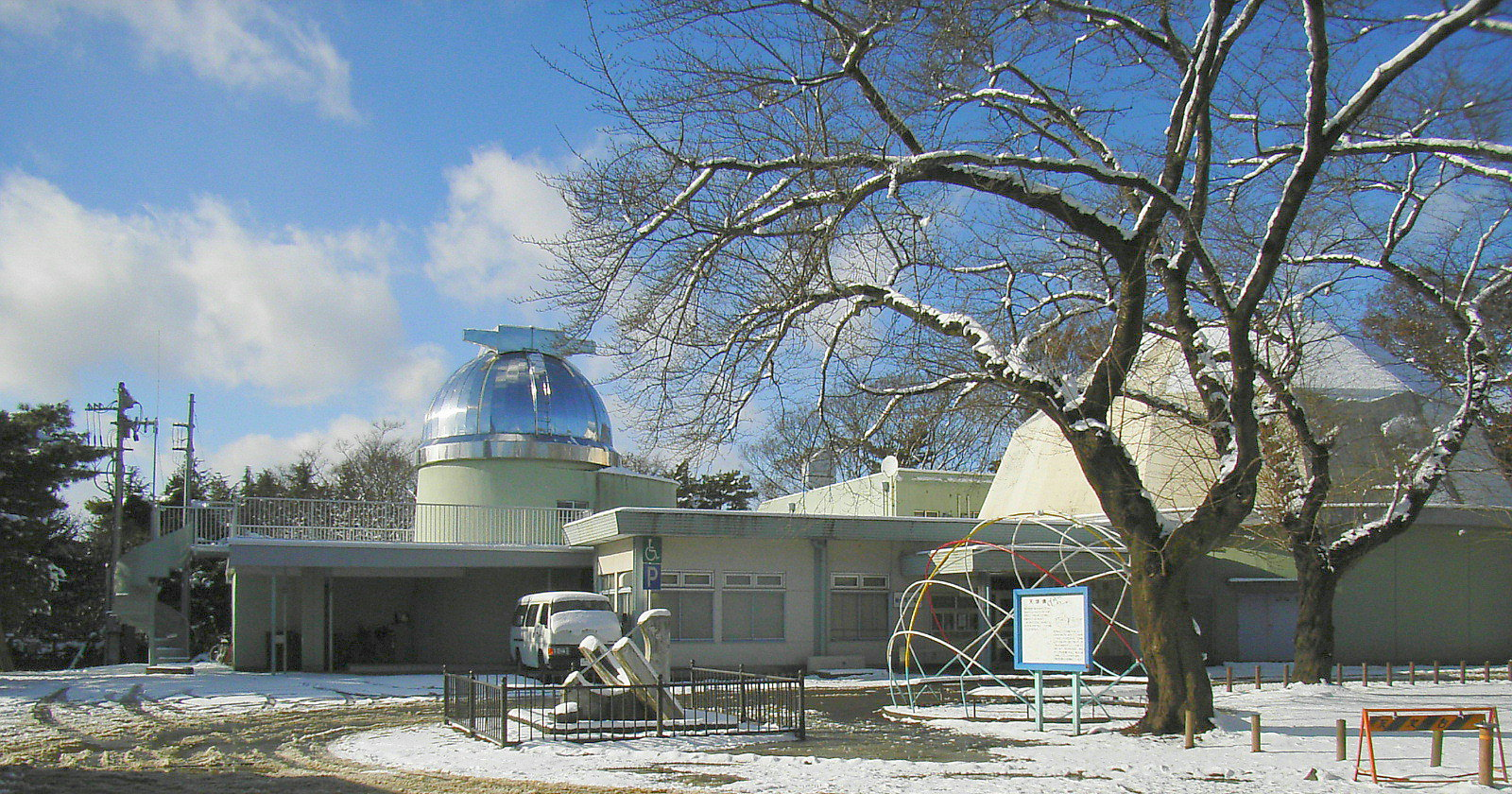
旧仙台市天文台（2005年）

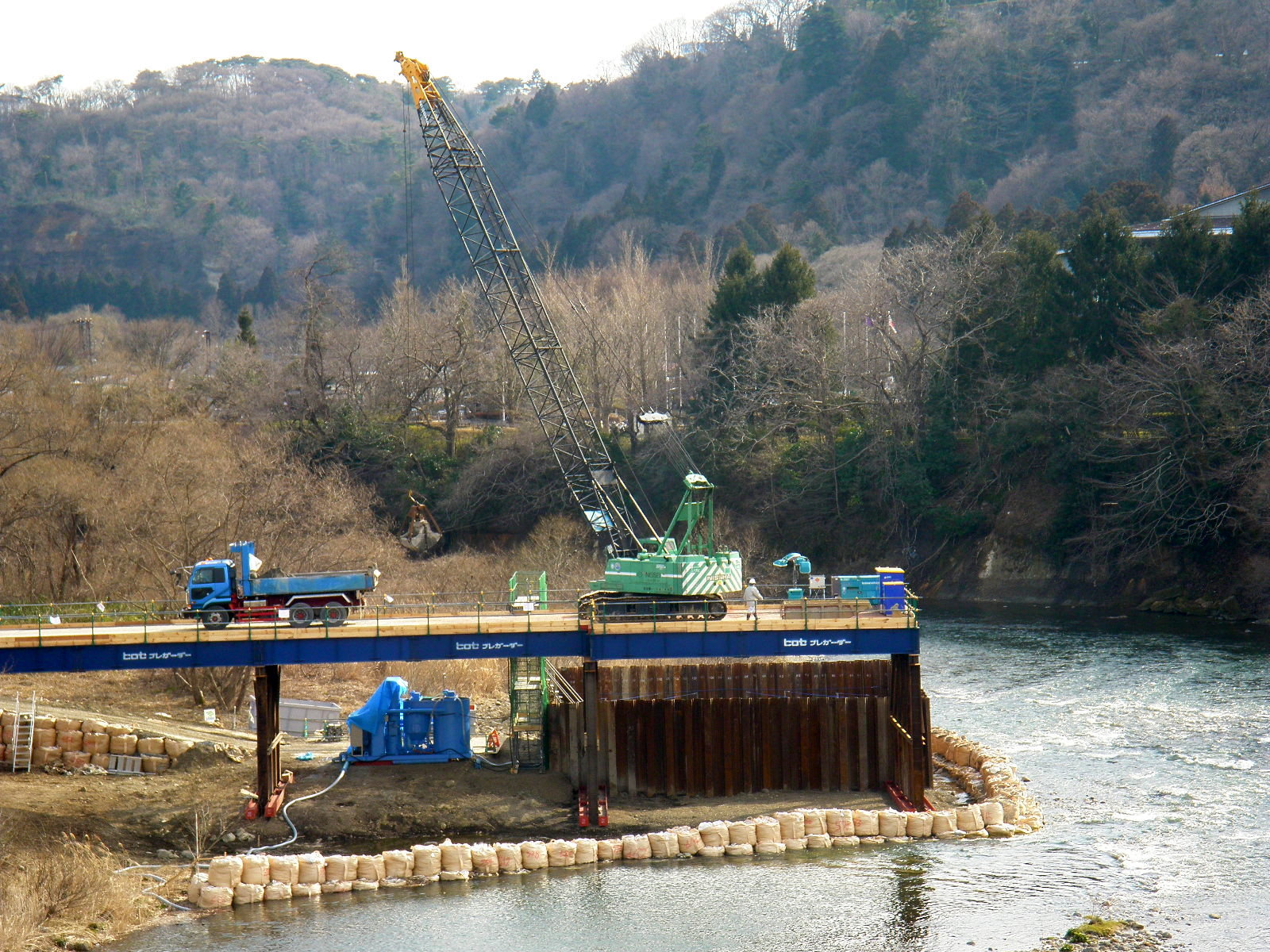
架橋が進む東西線・広瀬川橋りょう（2009年）

戦後の仙台市では「仙台市復興委員会」により戦災復興都市計画の立案が行われ、1946年（昭和21年）11月に都市計画街路と公園の計画が決定した。この計画により、従来の桜ケ岡公園を核として仙台偕行社の敷地1万2,990平方メートル、仙台市立町国民学校の敷地9,260平方メートル、仙台市立仙台中学校の敷地1万9,410平方メートル、常盤木学園高等女学校の敷地7,020平方メートルなど総面積12万2,310平方メートルを「西公園」とすることが決まった。
1949年（昭和24年）4月20日からは仙台市の市制施行60周年を記念し、旧立町新丁を挟んだ約3,500平方メートルの範囲を会場として「仙台復興祭グランド・フェアー」が開催された。会場には22の建物が設けられたほか、東北各地から300を超える団体が来仙し、会場は盛況を呈した。同年11月19日には旧立町国民学校の土地を利用し軟式野球場が設けられ、戦後の野球ブームに伴い夜明けから日没まで利用されるほど盛況となった。
1954年（昭和29年）12月には仙台市天文台が、1962年（昭和37年）10月には仙台市民図書館が設置されるなど、次第に仙台市の公共施設が集中するようになったものの、各施設の老朽化や仙台市地下鉄東西線の開業準備に伴い、西公園は再整備事業が行われることになった。再整備事業は2002年（平成14年）から開始し、市民プールや軟式野球場の廃止、仙台市天文台の移転のほか、多目的広場・散策路・お花見広場・芝生広場などが整備された。再整備中の2004年度（平成16年度）には、大町西公園駅の隣接地から近世や明治時代の陶磁器・瓦類が出土し、仙台市により「桜ケ岡公園遺跡」として遺跡登録がなされた。2021年（令和3年）からは西公園のうち南側の市民プール跡地の整備が開始され、2025年（令和7年）現在も工事が続けられている。

### 年表
- 1601年（慶長6年） - 仙台城の築城が開始する。以降は武家屋敷が建ち並ぶようになる[13]。
- 1677年（延宝5年） - 地内に存在した武家屋敷のうち、片倉小十郎の屋敷が川内へ移転する[13]。
- 1872年（明治5年）5月 - 宮城郡荒巻村の伊勢堂山に鎮座していた荒巻神明社が地内へ遷宮される[16]。
- 1873年（明治6年） - 藩政時代の伊達安房・古内左近介・大内縫殿の屋敷5,447坪を宮城県が収容し、公園整備を開始する[17]。
- 1875年（明治8年）
  - 5月 - 荒巻神明社が県社に列せられると同時に「櫻岡大神宮」へ改称され、社殿が新築される[16]。
  - 6月1日 - 桜ケ岡公園（現：西公園）が設置される[42][40]。
- 1876年（明治9年）
  - 4月15日 - 50日間に渡る「宮城県博覧会」が開幕し、約800点の展示物が出品される[19]。
  - 6月 - 開催中の博覧会に明治天皇が立ち寄り、支倉常長関係の資料や伊達政宗の甲冑などを観覧する[20]。
- 1880年（明治13年）8月 - 「勧業博覧会」が開催される[16]。
- 1881年（明治14年）1月 - 「米豆共進会」が開催される[16]。
- 1883年（明治16年）3月 - 1か月間にわたり福島・岩手・秋田・宮城の四県連合共進会が開催される[21]。
- 1886年（明治19年） - 和洋料理店「挹翠館」が開業する[22]。
- 1889年（明治22年）2月11日 - 大日本帝国憲法の発布に伴い「憲法発布祝賀会」が挹翠館で開催され、官民合わせ約1,400人が参加する[43]。
- 1890年（明治23年）10月 - 桜ケ岡公園が宮城県から仙台市の所有となる[17]。
- 1894年（明治26年）2月16日 - 立町高等尋常小学校の校舎が竣工する[28]。
- 1906年（明治39年）2月5日 - 仙台市兵事義会と宮城・福島両県の共催で「陸海軍凱旋将校歓迎会」が開かれる[44]。
- 1909年（明治42年） - 挹翠館が仙台市によって買収され、仙台市公会堂となる[24]。
- 1915年（大正4年）11月10日 - 大正天皇の即位の礼に伴う市民奉祝大会が開催され、官民合わせ約1万5,000人が参加する[45]。
- 1926年（大正15年） - 大町の豪商だった八木久兵衛などの提唱により、櫻岡大神宮を現在の社地へ移す[16]。
- 1928年（昭和3年）
  - 4月15日 - 東北産業博覧会が開幕し、同年6月3日まで開催される[30]。
  - 5月 - 「桜岡会」によって桜ケ岡公園内に動物園や遊具、噴水等が設置される[29]。
- 1945年（昭和20年）7月10日 - 仙台空襲により現在の桜ケ岡公園地内は焦土と化し、施設の大多数が消失する[23][14]。
- 1946年（昭和21年）11月 - 公園の都市計画が決定し、総面積12万2,310平方メートルを「西公園」とすることが決まる[35]。
- 1954年（昭和29年）12月 - 仙台市天文台が設置される[38]。
- 1962年（昭和37年）10月 - 仙台市民図書館が設置される[39]。
- 1970年（昭和48年）2月1日 - 中央地区の住居表示の実施に伴い、常盤丁・元柳町・仲ノ町・木町末無・片平丁大町頭・立町新丁の各一部をもって桜ケ岡公園が誕生する[2]。
- 1989年（平成元年）4月1日 - 仙台市が政令指定都市に移行し、青葉区が誕生。仙台市青葉区桜ケ岡公園となる。
- 2001年（平成13年）1月 - 仙台市民図書館がせんだいメディアテーク内に新築移転する[46]。
- 2007年（平成19年）
  - 1月 - 近世から幕末・明治にかけての遺跡として桜ケ岡公園遺跡が遺跡登録される[41]。
  - 11月25日 - 仙台市天文台の観覧業務が終了する[47]。
- 2015年（平成27年）12月6日 - 仙台市地下鉄東西線の開通に伴い、大町西公園駅が設置される。

### 町名の変遷
戦災復興都市計画では土地区画整理事業による町界整理の必要が生じた。そのため、1953年（昭和28年）5月に仙台市は市長の諮問機関として「町界町名地番整理委員会」を設け、1958年（昭和33年）4月に新町名が決定された。現在の桜ケ岡公園地内は地元からの要望通り「桜ケ岡」となる予定だったものの、住居表示に関する法律が施行されたことにより、住居表示による町名変更へと計画を転換することになった。町界町名地番整理委員会によって決定された町名は廃案となり、代わりに設立された「中央地区住居表示審議会」によって1969年（昭和44年）には新町名を「桜ケ岡公園」とすることが答申され、翌年2月1日に住居表示の施行で桜ケ岡公園が誕生した。
町名の変遷は以下の通りである。
| 変更後の区域 | 変更後の区域       | 変更前の区域（各一部） | 変更前の区域（各一部） | 変更日                   |
| 自治体       | 町丁               | 自治体                 | 町丁                   | 変更日                   |
| ------------ | ------------------ | ---------------------- | ---------------------- | ------------------------ |
| 仙台市       | 桜ケ岡公園（新設） | 仙台市                 | 常盤丁                 | 1970年（昭和45年）2月1日 |
| 仙台市       | 桜ケ岡公園（新設） | 仙台市                 | 元柳町                 | 1970年（昭和45年）2月1日 |
| 仙台市       | 桜ケ岡公園（新設） | 仙台市                 | 仲ノ町                 | 1970年（昭和45年）2月1日 |
| 仙台市       | 桜ケ岡公園（新設） | 仙台市                 | 木町末無               | 1970年（昭和45年）2月1日 |
| 仙台市       | 桜ケ岡公園（新設） | 仙台市                 | 片平丁大町頭           | 1970年（昭和45年）2月1日 |
| 仙台市       | 桜ケ岡公園（新設） | 仙台市                 | 立町新丁               | 1970年（昭和45年）2月1日 |

## 世帯数と人口
2025年（令和7年）4月1日現在の世帯数と人口は以下の通りである。
| 町丁       | 世帯    | 人口  |
| ---------- | ------- | ----- |
| 桜ケ岡公園 | 237世帯 | 335人 |
| 計         | 237世帯 | 335人 |

## 小・中学校の学区
小・中学校の学区は以下の通りとなる。
| 町丁       | 街区符号・住居番号 | 小学校       | 中学校     |
| ---------- | ------------------ | ------------ | ---------- |
| 桜ケ岡公園 | 1から3             | 立町小学校   | 第二中学校 |
| 桜ケ岡公園 | 4から4の終わり     | 木町通小学校 | 第二中学校 |

## 施設
- 西公園（桜ケ岡公園地内）
- 櫻岡大神宮（桜ケ岡公園1-1）[53]

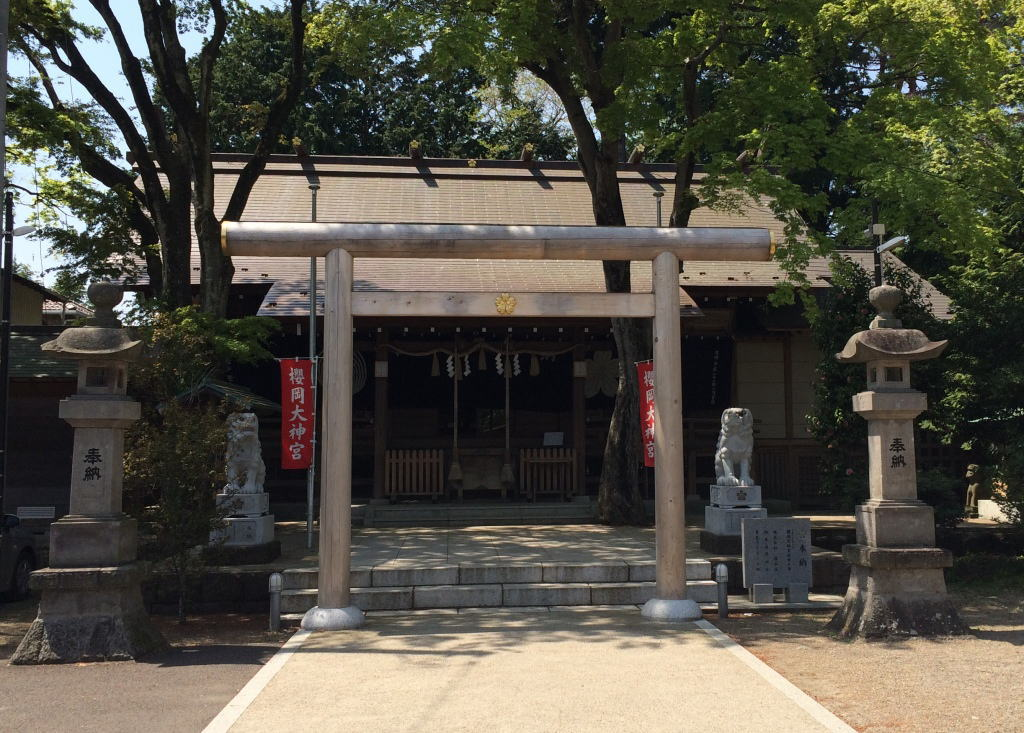
櫻岡大神宮（2015年）

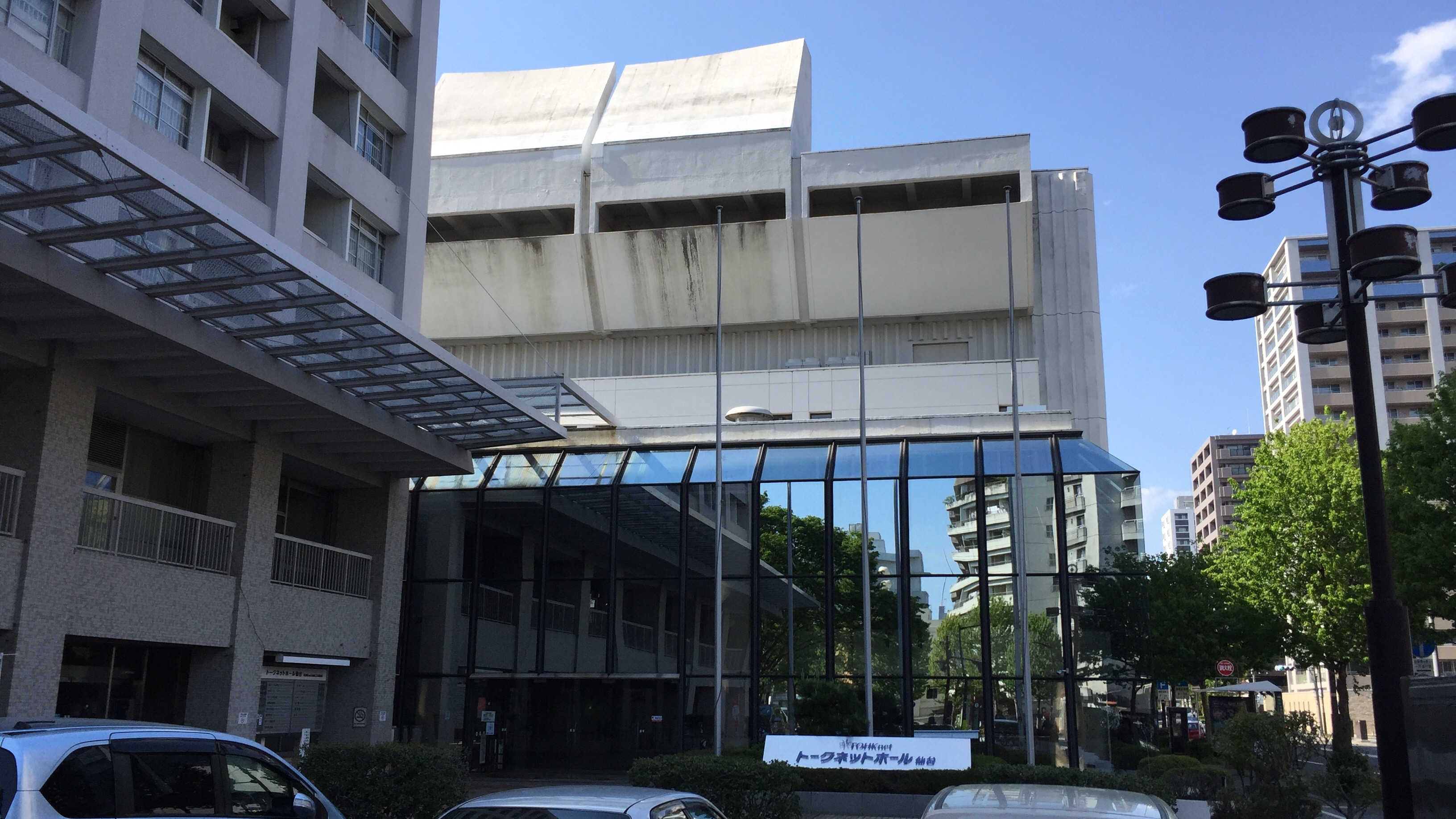
仙台市民会館（2017年）

- 仙台中央警察署 大町交番（桜ケ岡公園1-1）[54]
- 仙台桜ヶ岡団地（桜ケ岡公園4-1）[55]
- 仙台市民会館（桜ケ岡公園4-1）[56]

## 交通

### 鉄道
- 仙台市地下鉄
  - ○T05 大町西公園駅（■東西線）

### バス
市民会館前バス停のほか、西公園へのアクセスの際は立町小学校前バス停が最寄りとして案内されることもある。
- 仙台市営バス[58][59]
  - 市民会館前

### 道路

#### 一般国道
- 国道48号（仙台西道路）[60]

#### 道路愛称路線
- 4 西公園通[61]